# Cortes de Arenoso (kommunhuvudort)
Cortes de Arenoso är en kommunhuvudort i Spanien.   Den ligger i provinsen Província de Castelló och regionen Valencia, i den östra delen av landet, 270 km öster om huvudstaden Madrid. Cortes de Arenoso ligger 1 006 meter över havet och antalet invånare är 394.
Terrängen runt Cortes de Arenoso är kuperad, och sluttar söderut. Runt Cortes de Arenoso är det mycket glesbefolkat, med 3 invånare per kvadratkilometer. Närmaste större samhälle är Mora de Rubielos, 19,1 km väster om Cortes de Arenoso. Omgivningarna runt Cortes de Arenoso är i huvudsak ett öppet busklandskap.